# Ronde van Lombardije 1968
De Ronde van Lombardije 1968 was de 62e editie van deze eendaagse Italiaanse wielerwedstrijd, en werd verreden op zaterdag 12 oktober 1968. Het parcours leidde van Milaan naar Como en ging over een afstand van 266 kilometer. 
De overwinning ging naar de Belg Herman Vanspringel na een solo van vier kilometer.
De eindzege in de Super Prestige Pernod ging ook naar de Belg Herman Vanspringel.

## Uitslag
| Ronde van Lombardije 1968 |                        |                          |          |
| Plaats                    | Naam                   | Ploeg                    | Tijd     |
| Winnaar                   | Herman Vanspringel     | Mann-Grundig             | 6u58'58" |
| 2                         | Franco Bitossi         | Filotex                  | + 0' 15" |
| 3                         | Eddy Merckx            | Faema                    | z.t.     |
| 4                         | Jan Janssen            | Pelforth-Sauvage-Lejeune | + 0' 53" |
| 5                         | Martin Van Den Bossche | Faema                    | + 1' 15" |
| 6                         | Gianni Motta           | Molteni                  | + 1' 50" |
| 7                         | Felice Gimondi         | Salvarani                | z.t.     |
| 8                         | Michele Dancelli       | Pepsi Cola               | z.t.     |
| 9                         | Jo de Roo              | Willem II–Gazelle        | z.t.     |
| 10                        | Adriano Durante        | Max Meyer                | z.t.     |

1905 · 1906 · 1907 · 1908 · 1909 · 1910 · 1911 · 1912 · 1913 · 1914 · 1915 · 1916 · 1917 · 1918 · 1919 · 1920 · 1921 · 1922 · 1923 · 1924 · 1925 · 1926 · 1927 · 1928 · 1929 · 1930 · 1931 · 1932 · 1933 · 1934 · 1935 · 1936 · 1937 · 1938 · 1939 · 1940 · 1941 · 1942 · 1943 · 1944 · 1945 · 1946 · 1947 · 1948 · 1949 · 1950 · 1951 · 1952 · 1953 · 1954 · 1955 · 1956 · 1957 · 1958 · 1959 · 1960 · 1961 · 1962 · 1963 · 1964 · 1965 · 1966 · 1967 · 1968 · 1969 · 1970 · 1971 · 1972 · 1973 · 1974 · 1975 · 1976 · 1977 · 1978 · 1979 · 1980 · 1981 · 1982 · 1983 · 1984 · 1985 · 1986 · 1987 · 1988 · 1989 · 1990 · 1991 · 1992 · 1993 · 1994 · 1995 · 1996 · 1997 · 1998 · 1999 · 2000 · 2001 · 2002 · 2003 · 2004 · 2005 · 2006 · 2007 · 2008 · 2009 · 2010 · 2011 · 2012 · 2013 · 2014 · 2015 · 2016 · 2017 · 2018 · 2019 · 2020 · 2021 · 2022 · 2023 · 2024 · 2025